# Anastrozol
Anastrozol (INN, BAN und USAN) ist ein Arzneistoff aus der Gruppe der Aromatasehemmer. Er ist in Deutschland unter dem Markennamen Arimidex zur unterstützenden Behandlung und neoadjuvanten Therapie des hormonabhängigen Brustkrebses der Frau nach den Wechseljahren zugelassen.

## Wirkung
Die Wirkungen von Anastrozol beruhen auf der Hemmung des Enzyms Aromatase, das die Umwandlung von Androgenen in die Estrogene Estron und Estradiol bestimmt. Durch die Hemmung dieses Enzyms wird der Estrogenspiegel im Blutplasma gesenkt, wodurch den Tumorzellen weniger Hormone für das Wachstum zur Verfügung stehen. Anastrozol hat keine Steroidstruktur und hemmt, im Gegensatz zu etwa Exemestan, die Aromatase reversibel. Des Weiteren hat Anastrozol eine direkte Wirkung auf die Tumorzellen, indem es auch die Aromatase innerhalb der Tumorzellen hemmt.
In der Prävention von Brustkrebs wurde Anastrazol erfolgreich bei postmenopausalen Frauen mit hohem Brustkrebsrisiko eingesetzt. In dieser Gruppe kann Anastrozol das Risiko einen Brustkrebs zu entwickeln halbieren. Da Brustkrebs heute aber recht gut behandelbar ist, bleibt fraglich, ob die möglichen Nebenwirkungen wirklich akzeptiert werden sollten. Denn einen Überlebensvorteil bringt die Prävention nicht.
Eine einmalige Gabe von 1 mg senkt den Estrogenspiegel bereits um 70 % in 7 Tagen und um bis 80 % bei 14 Tagen.
Anastrozol hat keine gestagene, androgene oder estrogene Wirkung.

## Einsatz als Dopingmittel
Anastrozol wird vorrangig eingesetzt, um eine übermäßige Aromataseaktivität und damit erhöhte Wasser- und Fettspeicherung durch Testosterongaben zu verhindern.
Der Wirkstoff wurde von der World Anti-Doping Agency (WADA) auf die Verbotsliste gesetzt.

## Nebenwirkungen
- Hitzewallungen und Errötungen (Flushes)
- Müdigkeit
- Kopfschmerzen
- Übelkeit
- Depressionen
- Schlafstörungen
- Verschlechterung der Cholesterinwerte
- Osteoporose

## Synthese
Anastrozol kann über einen vierstufigen Prozess aus α,α'-Dibrommesitylen hergestellt werden. Im ersten Schritt wird das α,α'-Dibrommesitylen durch nukleophile Substitution mit Kaliumcyanid unter Hilfe eines Phasentransferkatalysators zum entsprechenden Dinitril umgesetzt, das anschließend mit Methyliodid  erschöpfend methyliert wird. Mit N-Bromsuccinimid wird in einer radikalischen Bromierung das entsprechende Benzylbromid-Derivat hergestellt, das im letzten Schritt im Basischen mit 1,2,4-Triazol zu Anastrozol umgesetzt wird.

## Fertigarzneimittel
Arimidex (D, A, CH und andere), Asiolex, Lezole, Trozolet und diverse Generika